# Aerodynamisk diameter
Aerodynamisk diameter är en sätt att karaktärisera en nanopartikel som svävar i en gas, t.ex. i luft. I allmänhet har partiklar oregelbundna former med verkliga geometriska diameter som är svåra att mäta. Aerodynamisk diameter är ett uttryck för partikelns aerodynamiska beteende, där det jämställs med en perfekt sfär med densiteten 1 g/cm3 och med diameter lika med den aerodynamiska diametern.
Den aerodynamiska diametern används för att karaktärisera aerosoler och aerosolpartiklar, och används bland annat i syfte att förutse var i luftvägarna partiklar från föroreningar eller inhalatorer kommer att avlagras. Medicinska partiklar indelas typiskt utifrån aerodynamisk diameter snarare än utifrån geometrisk diameter. Hastigheten med vilken läkemedlet stannar är proportionell mot aerodynamisk diameter.